# Ainhoa Aldanondo
Ainhoa Aldanondo Figuer, née à Saragosse le 16 septembre 1981 est une actrice espagnole de théâtre, de télévision et de cinéma.

## Biographie
Ainhoa Aldanondo Figuer nait en 1981 à Saragosse, de parents basque et aragonais. Elle se forme au ballet classique dès son enfance, de 8 à 19 ans, au Conservatoire de Saragosse et plus tard, de 19 a 25 ans, avec María de Ávila (es) et Ángel del Campo, avec qui elle a fait ses premières interprétations comme danseuse.
Elle se forme comme actrice auprès de Juan Carlos Corazza (es), et acquiert une bonne expérience au théâtre avec des metteurs en scène comme Joan Ollé, Paco Ortega, ou Fritwin Wagner. Elle tient un rôle de protagoniste avec Jesús Arbués dans Un día, una hora, ; avec Sergio Peris-Mencheta dans Incrementum.
Au cinéma, elle joue dans la première réalisation de Paula Ortiz, Chrysalis (De tu ventana a la mía). A la télévision, elle participe à des séries comme Sin identidad ou Hospital Central.
Elle revient en 2016 y 2018 avec Pablo Moreno dans les films Poveda et Red de Libertad ; en 2017 elle participe à la série télévisée de Movistar, La Zona. En 2020 elle se produit au théâtre dans le rôle protagoniste de Sinvivir de Miguel Alaejos.
En 2022 elle est dans la série Apagón de Movistar réalisée par Raúl Arévalo. La même année, elle contribue au blockbuster Asteroid City de Wes Anderson. 

## Théâtre
- 2002 : Farsa de espectros, mise en scène de Cristina Yáñez
- 2002 : Más o menos Shakespeare, mise en scène de Rafael Campos
- 2002 : Pasiones, mise en scène de Pilar Laveaga
- 2003 : Las burlas de las Mujeres, mise en scène de Pilar Laveaga
- 2003 : Lisístrata, mise en scène de Pilar Laveaga
- 2004 : A lo lejos veo un sueño, mise en scène d'Alfonso Pablo
- 2005 : El aniversario, mise en scène de Pilar Laveaga
- 2005 : L’hora en que res ne sabiem els uns dels altres, mise en scène de Joan Ollé
- 2006 : Un día, una hora, mise en scène de Jesús Arbúes - en final du meilleur premier spectacle aux Premios Max en 2006
- 2010 : Sueño sin título : Juan Carlos Corazza
- 2010 : Junk space, mise en scène de Frithwin Wagner-Lippok
- 2011 : Incrementum[8], mise en scène de Sergio Peris-Mencheta  - Qui lui vaut une nomination comme Meilleur second rôle à la Unión de Actores y Actrices en 2012[6]
- 2012 : La leyenda del beso[9], mise en scène de Jesús Castejón
- 2013 : La reina mora[10], mise en scène de Jesús Castejón
- 2013 : Alma de Dios, mise en scène de Jesús Castejón
- 2014 : Touché, mise en scène de Juan Carlos Corazza[2]
- 2015 : 2700, également metteuse en scène
- 2016 : Matar a Cervantes, mise en scène de Rebeca Ledesma
- 2020 : Sinvivir, mise en scène de Miguel Alaejos

## Télévision
- 2006 : Que viene el lobo sur Aragón Tv
- 2006 : Alsa Kadula sur Aragón Tv
- 2009 : Hermanos y detectives sur Telecinco : présentatrice
- 2009 : Sin tetas no hay paraíso (es), série télévisée sur Telecinco, épisose 2.16 Nadie hablará de nosotros cuando hayamos muerto de Gustavo Cotta
- 2012 : Hospital Central sur Telecinco : Lourdes
- 2014 : Sin identidad sur Antena 3
- 2017 : La Zona sur Movistar + : Juliana
- 2022 : Apagón sur Movistar + : Mayte responsable de l'infirmerie

## Cinéma
- 2002 : Dr. Tabernier de Fernando Vera : Ana
- 2009 : Ondas de Fernando Vera : religieuse
- 2010 : Inmortal, court-métrage d'Álvaro Moriano : María
- 2011 : ¿Qué os parece si me pongo el pijama?, court-métrage de Miguel Bardem : femme qui accompagne le suicide
- 2011 : Chrysalis (De tu ventana a la mía) de Paula Ortiz : une infirmière
- 2013 : Un dios prohibido[11], de Pablo Moreno : Ángeles, milicienne
- 2016 : Luz de Soledad[12], de Pablo Moreno : Carmen
- 2016 : Poveda de Pablo Moreno : Amelia del Pozo
- 2018 :  Le Réseau de la liberté (Red de libertad) de Pablo Moreno : Enriette
- 2023 : Asteroid City de Wes Anderson : étudiante en art dramatique